# ۵۸۹ (خورشیدی)
۵۸۹ پانصد و هشتاد و نهمین سال هجری خورشیدی است.

## زادگان
- سعدی